# Jan Smiding
Jan Smiding, född 4 februari 1932, död 3 januari 2018, var en spjutkastare och pensionerad gymnastikdirektör bosatt i Gävle. Han tävlade för KA2 IF, Örgryte IS, IF Linnéa och Gefle IF.
Har tre barn. Charlotte Smiding, Johan Smiding och Helen Smiding.
Barnbarn 8 st. Emy Dahlman. Joel,John, Emma, Erik, Emil, Jonna, Edwina Smiding

## Meriter och resultat IF
Smiding vann SM-guld i spjut 1962 och 1966. Hans personbästa låg på 78,02 meter. Smiding tilldelades 1969 utmärkelsen "Stor Grabb", som är Svenska Friidrottsförbundets utmärkelse för "aktiva som haft särskilt framstående och betydelsefulla elitkarriärer".